# شیرینی زبان

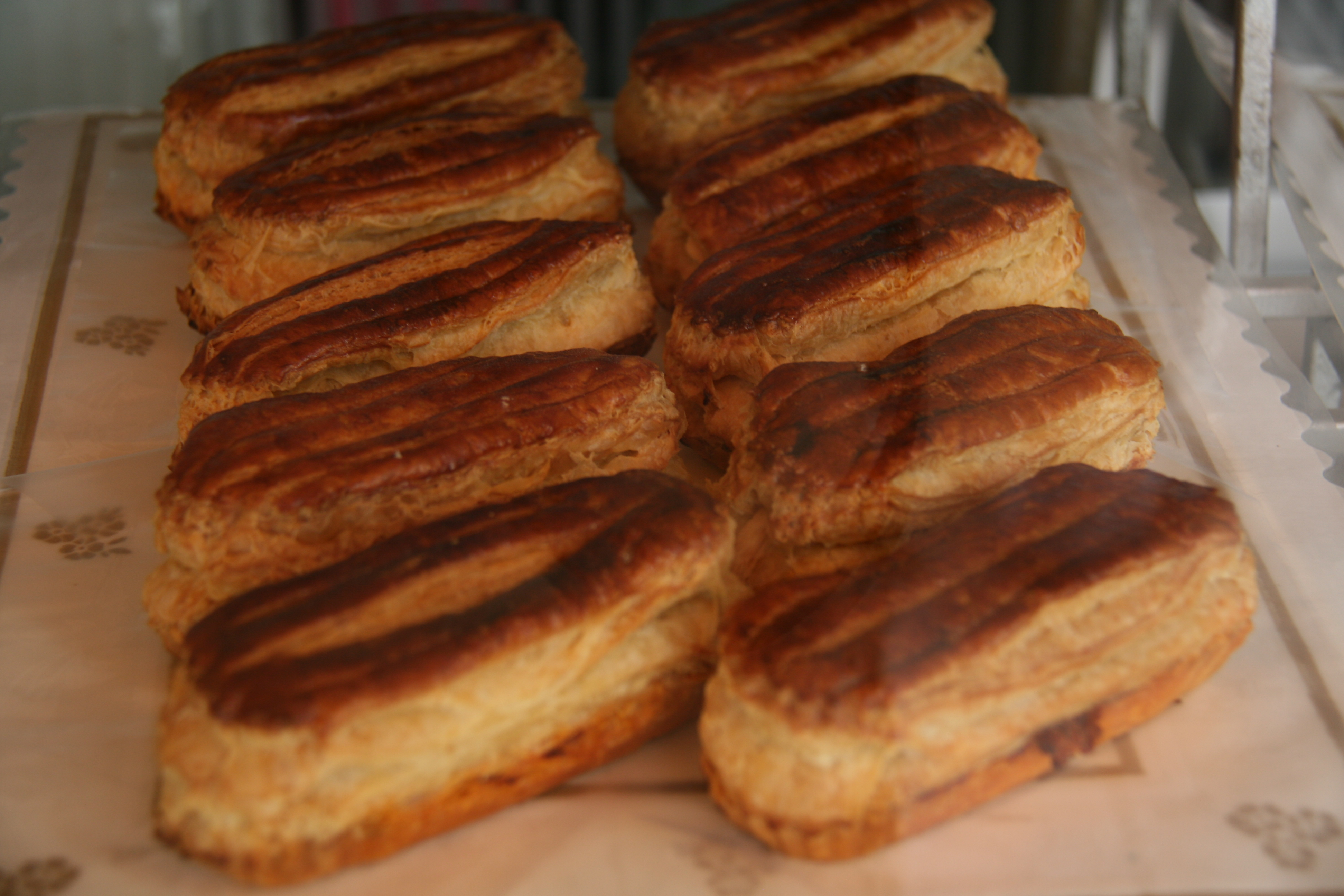
شیرینی زبان

شیرینی زبان یکی از انواع شیرینی‌جات است که با آرد، شکر، کره، نمک، زرده تخم مرغ و زعفران تهیه می‌شود.

## روش تهیه
یکی از موارد مهم در تهیه این شیرینی، آماده کردن خمیر آن است. خمیر شیرینی زبان معروف به خمیر هزارلا است. ابتدا آرد را با کره و کمی نمک و آب، خوب مخلوط می‌کنند. سپس به مدت ده دقیقه خمیر را ورز داده و آن را روی میز باز کرده و باقی کره را در وسط آن قرار می‌دهند و به صورت بقچه گوشه‌های خمیر را روی هم آورده و با وردنه به آرامی روی آن ضربه می‌زنند و خمیر را باز می‌کنند. دوباره خمیر را تا زده و به مدت بیست دقیقه در یخچال قرار می‌دهند. بعد از بیست دقیقه از یخچال خارج کرده و با وردنه به آرامی آن را باز کرده و سپس در جهت مخالف تا می‌زنند و باز به مدت بیست دقیقه در یخچال قرار می‌دهند. این عمل را چندین بار انجام می‌دهند و هربار پس از باز کردن خمیر در خلاف جهت قبل تا می‌زنند. در مرحله آخر خمیر که کاملاً به صورت لایه‌ای درآمده را به قطر یک سانتیمتر باز کرده و قالب می‌زنند و با برس روی شیرینی‌های قالب زده شهد می‌زنند و یک عدد زرده تخم مرغ را با یک قاشق شیر رقیق کرده و روی آن می‌زنند وبا کارد روی شیرینی‌ها برش می‌زنیم و در سینی فر با فاصله می‌چینند. پس از خارج کردن شیرینی‌ها از فر و بعد از خنک شدن دوباره از شهد روی آن‌ها می‌زنند.